# Madár-sziget (Szlovákia)
A Madár-sziget (szlovákul: Vtáčí ostrov) 6,86 hektáros sziget a bősi víztározó részét képző Körtevélyesi-víztározón (2518 ha), Somorja településtől délnyugatra. A sziget létrehozása a bős–nagymarosi vízlépcső építése miatt vált szükségessé, hogy ellensúlyozzák az elárasztott területek nagyságát. A sziget a Dunajské luhy fokozottan védett terület része, vízimadarak fészkelnek rajta. A legfontosabb fészkelő madarak a szerecsensirály (Larus melanocephalus), melynek ez az egyetlen fészkelési helye Szlovákiában, és a piroslábú cankó (Tringa totanus), mely Nyugat-Szlovákiában csak itt fészkel. A szigetre tilos a belépés fészkelési és telelési idő alatt.

## Jelentősége a madarak számára
- A sirályok egyik legfontosabb költőhelye Szlovákiában
- A bősi víztározó kialakítása miatti erdők és Duna-ágak elárasztása miatt a sziget az egyik utolsó hely, ahol a vízimadarak fészkelhetnek
- A fészkelés és telelés feltételei az élőhelyek irányításától függenek

## Földrajz
- A sziget nagy része füves, összefüggő erdők nincsenek
- A part sziklás, nehezen megközelíthető
- A Duna legközelebbi partja 700 m-re van

## Fészkelő madarak
- Dankasirály
- Szerecsensirály
- Küszvágó csér

## Telelő madarak
- Kontyos réce
- Barátréce
- Nagy lilik